# Veselény
Veselény (szlovák: Riečnica) volt település Szlovákiában. Területe ma Újbesztercéhez tartozik.

## Fekvése
Újbeszterce központjától légvonalban kb. 5 km-re délkeletre, a víztározó délkeleti csücskénél található.

## Története
Az egykori falut 1788-ban alapították a Zsolnai járásban. Templomát Kisboldogasszonynak szentelték.
A 18. század végén Vályi András így ír róla: „RIESNICZA. Tót falu Trentsén Várm., földes Ura Gr. Szörényi, és több Uraságok, lakosai katolikusok, és másfélék is, fekszik V. Újhelyhez mintegy mértföldnyire, a’ körűlötte fekvő Besztertzei, Terchovi, Lutisi, Tissini nevű hegyeken találtatnak holmi lakó kalyibák is, és maga is a’ helység, mivel magas helyen fekszik, földgye sovány, vagyonnyai selejtesek.”
Fényes Elek 1851-ben kiadott geográfiai szótárában így ír a faluról: „Riecsnicza, tót falu, Trencsén vmegyében, nagy kősziklás hegyek közt egy szűk völgyben, közel Árva vmegye széléhez; paroch. temploma van s a filiakkal együtt 1922 kath., 16 zsidó lak. Fenyves erdeje nagy és szép. F. u. többen. Ut. p. Zsolna.”
A 17. században a falu a Wesselényi család birtokában volt, tiszteletükre kapta 1905-ben az addigi Riecsnicza helyett a Veselény nevet.
A trianoni diktátum előtt Trencsén vármegye Kiszucaújhelyi járásához tartozott.
Bár a falunak 1970-ben még 1146 lakosa volt, ebben az évben döntöttek arról, hogy kitelepítik az újbesztercei víztározó létrehozása okán. Bár a víz nem lepte el, a falut a vízbázis védelme miatt mégis elbontották, területe pedig Újbeszterce része lett.
A falu egyetlen le nem bontott épülete a plébániatemplom, azonban hívők nélkül maradva törölték az aktív templomok sorából. Több háza ma a vichilovkai skanzenben tekinthető meg.

## Lásd még
- Újbeszterce